# Nathalie Baye
Nathalie Marie Andrée Baye, född  6 juli 1948 i Mainneville i Eure, är en fransk skådespelare som verkat på såväl teaterscenen som i film och tv. 
Baye har vunnit Frankrikes största filmpris César fyra gånger och har varit nominerad ytterligare fem gånger. För filmerna Nu gäller det livet! (Sauve qui peut (la vie)) (1980) och Chefen (Une étrange affaire) (1981) vann hon i kategorin Bästa kvinnliga biroll och för filmerna Tjallaren (La balance) (1982) och Ung snut (2005) vann hon Bästa kvinnliga huvudroll. 1999 vann hon det prestigefyllda priset Volpipokalen vid Filmfestivalen i Venedig för sin roll i En erotisk affär. Baye har även spelat i internationella storfilmer som Catch Me If You Can (2002).
Hon hade en relation med skådespelaren Philippe Léotard 1972–1982. 1982–1986 var hon ett par tillsammans med rockmusikern Johnny Hallyday. Tillsammans med Hallyday fick hon dottern Laura Smet, även hon skådespelare.

## Filmografi i urval
- 1973 – Dag som natt

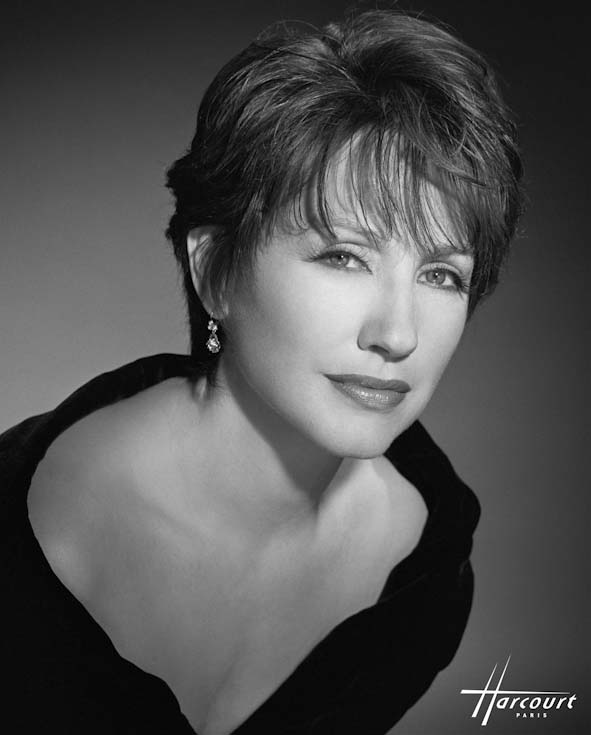
Nathalie Baye 1994.

- 1977 – Mannen som älskade kvinnor
- 1978 – Det gröna rummet
- 1980 – Nu gäller det livet!
- 1981 – Chefen
- 1982 – Tjallaren
- 1985 – Detektiv
- 1993 – And the Band Played On
- 1999 – En erotisk affär
- 1999 – Venus Beauty
- 2002 – Catch Me If You Can
- 2003 – Les Sentiments
- 2005 – Ung snut
- 2006 – Min son
- 2006 – Berätta inte för någon
- 2007 – Michou d'Auber
- 2009 – Visage
- 2010 – Hitler in Hollywood
- 2010 – Vackra lögner
- 2012 – Laurence Anyways